# Vincennes (Indiana)
Vincennes è una città degli Stati Uniti d'America, capoluogo della Contea di Knox, nello Stato dell'Indiana.
La popolazione era di 18 701 abitanti nel censimento del 2000.
Durante la Guerra d'indipendenza americana Vincennes era una piazzaforte britannica chiamata Fort Sackville o Fort Vincennes, protetta dalle tribú indiane comandate da Joseph Brant e poi conquistata il 9 luglio del 1778 dalle truppe del generale George Rogers Clark all'inizio della Campagna dell'Illinois. Tuttavia già a dicembre con l'arrivo di truppe lealiste da Detroit, gli americani, in minoranza, furono costretti ad abbandonarla. Clark riconquistó Vincennes il seguente 25 febbraio (1779), stavolta puntando anche su Detroit, con l'aiuto di alleati francesi ma per colpa degli attacchi indiani e lealisti la dovette riabbandonare definitivamente in estate e con essa tutto il piano.